# Беннвир
Беннви́р (фр. Bennwihr) — коммуна на северо-востоке Франции в регионе Гранд-Эст (бывший Эльзас — Шампань — Арденны — Лотарингия), департамент Верхний Рейн, округ Кольмар — Рибовилле, кантон Сент-Мари-о-Мин. До марта 2015 года коммуна административно входила в состав кантона Кайзерсберг (округ — Рибовилле).

## Историческая справка
Беннвир впервые упоминается в 777 году под названием Beno villare (деревня Бено). В декабре 1944 года был разрушен во время Кольмарской операции.

## Географическое положение

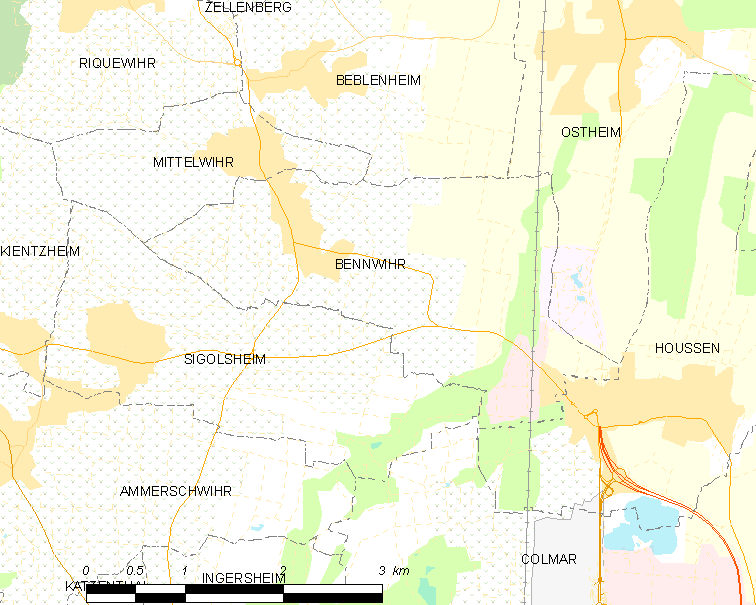
На карте

Коммуна расположена приблизительно в 380 км к востоку от Парижа, 60 км юго-западнее Страсбурга, 8 км к северу от Кольмара. Код INSEE коммуны 68026.
Площадь коммуны — 6,59 км², население — 1274 человека (2006) с тенденцией к стабилизации: 1243 человека (2012), плотность населения — 188,6 чел/км².

## Население
Численность населения коммуны в 2011 году составляла 1260 человек, а в 2012 году — 1243 человека.
| 1962 | 1968 | 1975 | 1982 | 1990 | 1999 | 2006 | 2011 | 2012 |
| ---- | ---- | ---- | ---- | ---- | ---- | ---- | ---- | ---- |
| 925  | 1039 | 1197 | 1139 | 1003 | 1124 | 1274 | 1260 | 1243 |

Динамика населения:

## Экономика
В 2007 году среди 793 человек в трудоспособном возрасте (15-64 лет) 614 были экономически активными, 179 — неактивными (показатель активности — 77,4 %, в 1999 году было 73,3 %). Из 614 активных работали 581 человек (314 мужчин и 267 женщин), безработных было 33 (14 мужчин и 19 женщин). Среди 179 неактивных 61 человек были учениками или студентами, 69 — пенсионерами, 49 были неактивными по другим причинам.

## Достопримечательности
- Военный монумент («Памятник Фиделите»), исторический памятник с 21 июня 1996 года[10]
- Церковь Свв. Петра и Павла. Нынешняя церковь построена в 1957 году на месте разрушенной. Колокольня была построена в 1959 году и была освящена в 1960 году. Исторический памятник с 5 мая 1931 года (скиния и остатки краски с колокольни)[11]

## Фотогалерея

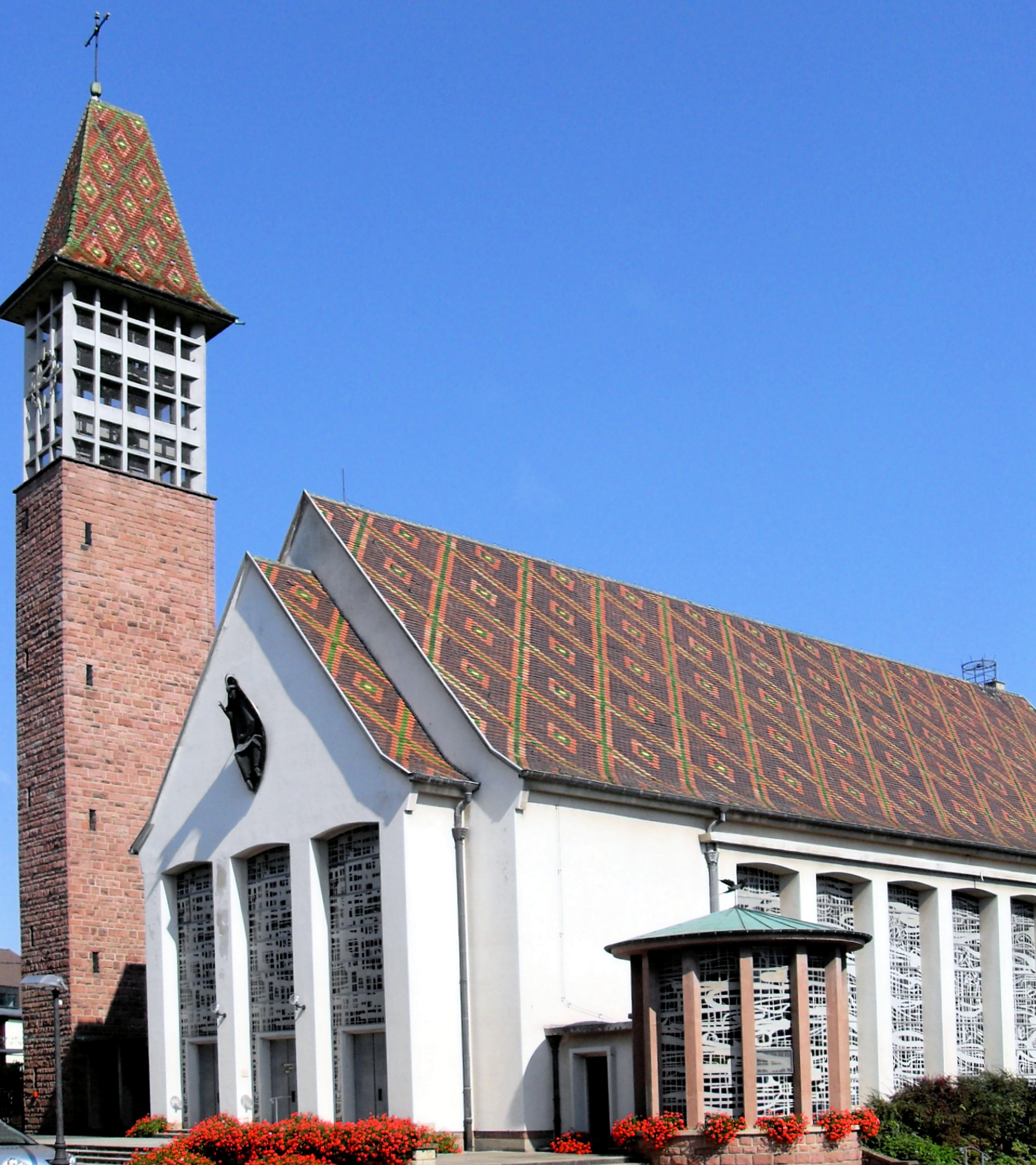
Церковь Свв. Петра и Павла
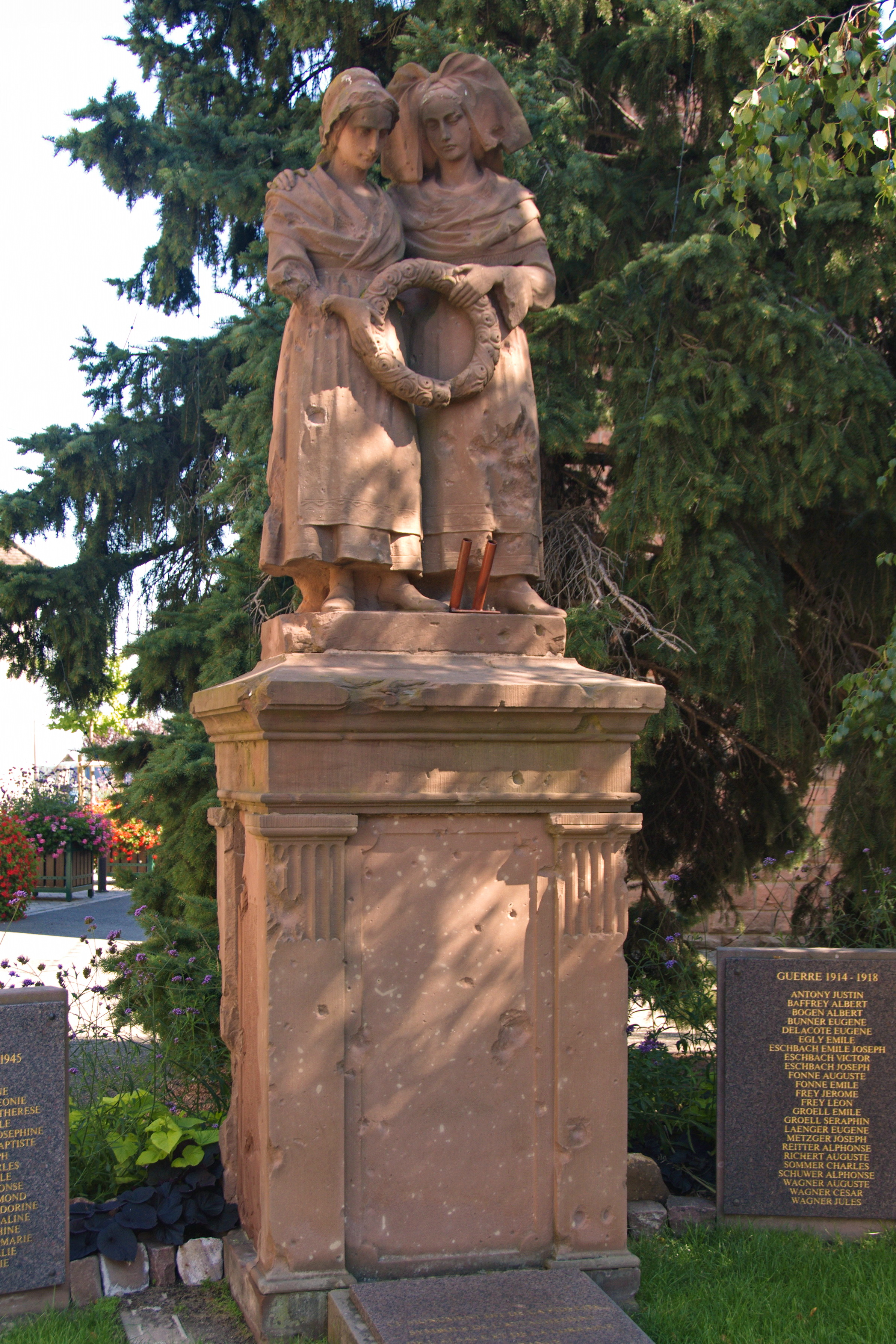
Памятник Фиделите
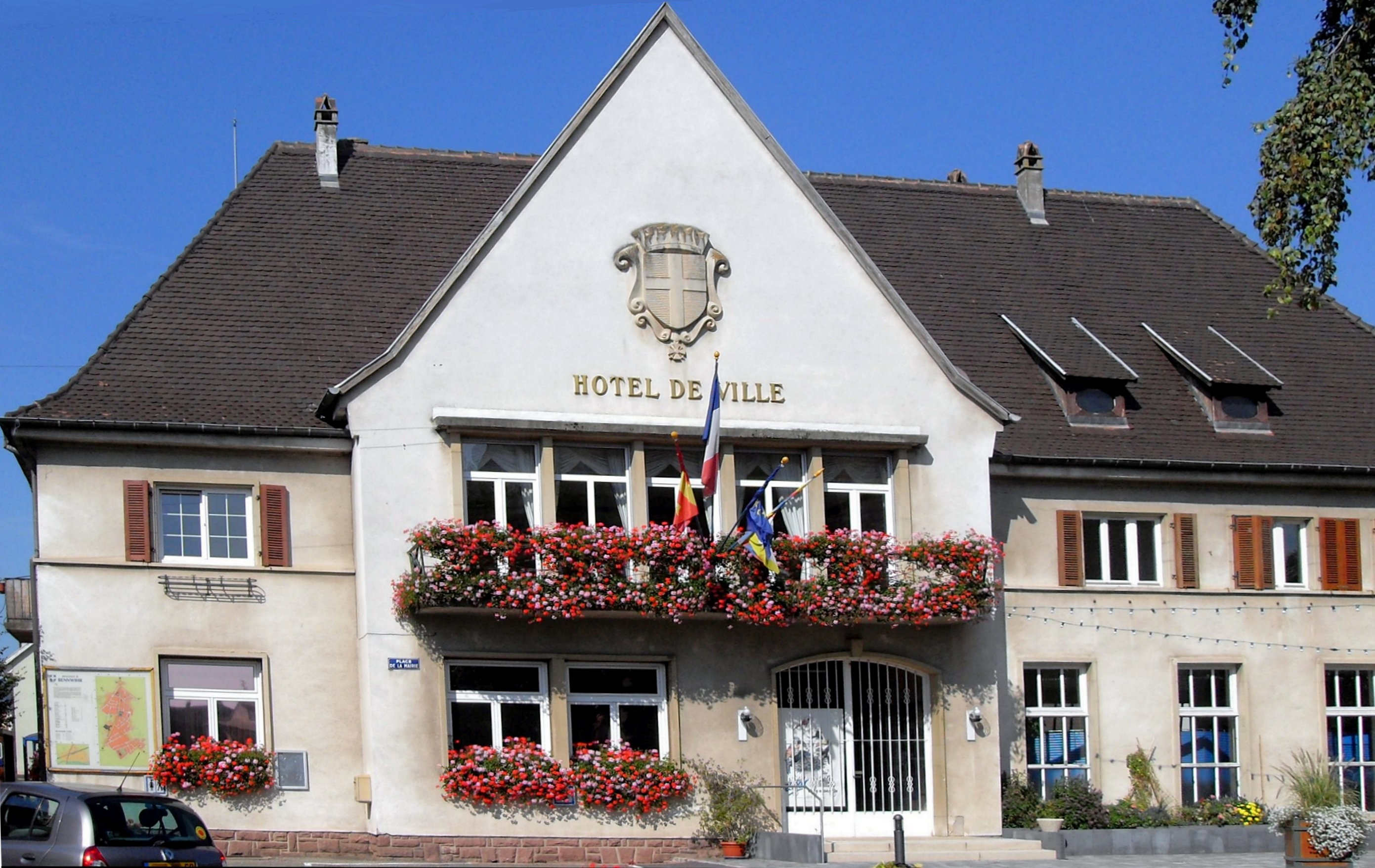
Здание мэрии